# Spectrul autist
Spectrul autist este o tulburare de evoluţie neurologică⁠(d), având debutul în copilărie, care include diagnosticul anterior de autism și sindrom Asperger. Simptomele includ dificultăți pe termen lung legate de comunicare nonverbală, interacțiune socială⁠(d), interese limitate și comportament repetitiv. În general, simptomele sunt recunoscute înainte de împlinirea vârstei de doi ani. Printre complicații se numără dificultățile în îndeplinirea sarcinilor zilnice, crearea și păstrarea relațiilor, menținerea unui loc de muncă și sinuciderea.
Deși cauza este incertă, se crede că implică o combinație de factori genetici și de factori de mediu. Factorii de risc includ existența unui părinte mai în vârstă, antecedente familiale de autism și anumite afecțiuni genetice. Se estimează că între 65% și 90% din risc este rezultatul geneticii. Diagnosticul se bazează pe simptome. În 2013, DSM-5 a înlocuit subgrupurile anterioare de tulburare autistă, sindrom Asperger, tulburare pervazivă de dezvoltare nespecificată altfel (PDD-NOS) și tulburare dezintegrativă a copilăriei cu termenul unic „tulburare din spectrul autist”. 
Deși nu există nicio modalitate de a vindeca această afecțiune complet, tratamentul poate îmbunătăți rezultatele. Eforturile sunt în general individualizate și pot include terapia comportamentală și învățarea abilităților de coping. Aceste eforturi necesită adesea implicarea părinților și a altor membri ai familiei. Se pot utiliza medicamente pentru a ajuta la îmbunătățirea unor simptome asociate. Cu toate acestea, dovezile care susțin utilizarea medicamentelor nu sunt foarte solide.
Conform datelor din 2015, se estimează că spectrul autist afectează aproximativ 1% dintre oameni (62,2 de milioane la nivel global). Conform datelor din 2016, în Statele Unite, se estimează că afectează aproximativ 2,5% dintre copii (aproximativ 1,5 milioane). Persoanele de sex masculin sunt diagnosticate de patru ori mai des decât cele de sex feminin. Termenul „spectru” se referă la variația tipului și a severității simptomelor. Rezultatele sunt variabile, unele persoane cu simptome ușoare funcționând independent, în timp ce persoanele cu simptome mai severe necesită un sprijin substanțial în viața de zi cu zi. 